# Schloss Hardt (Großaitingen)

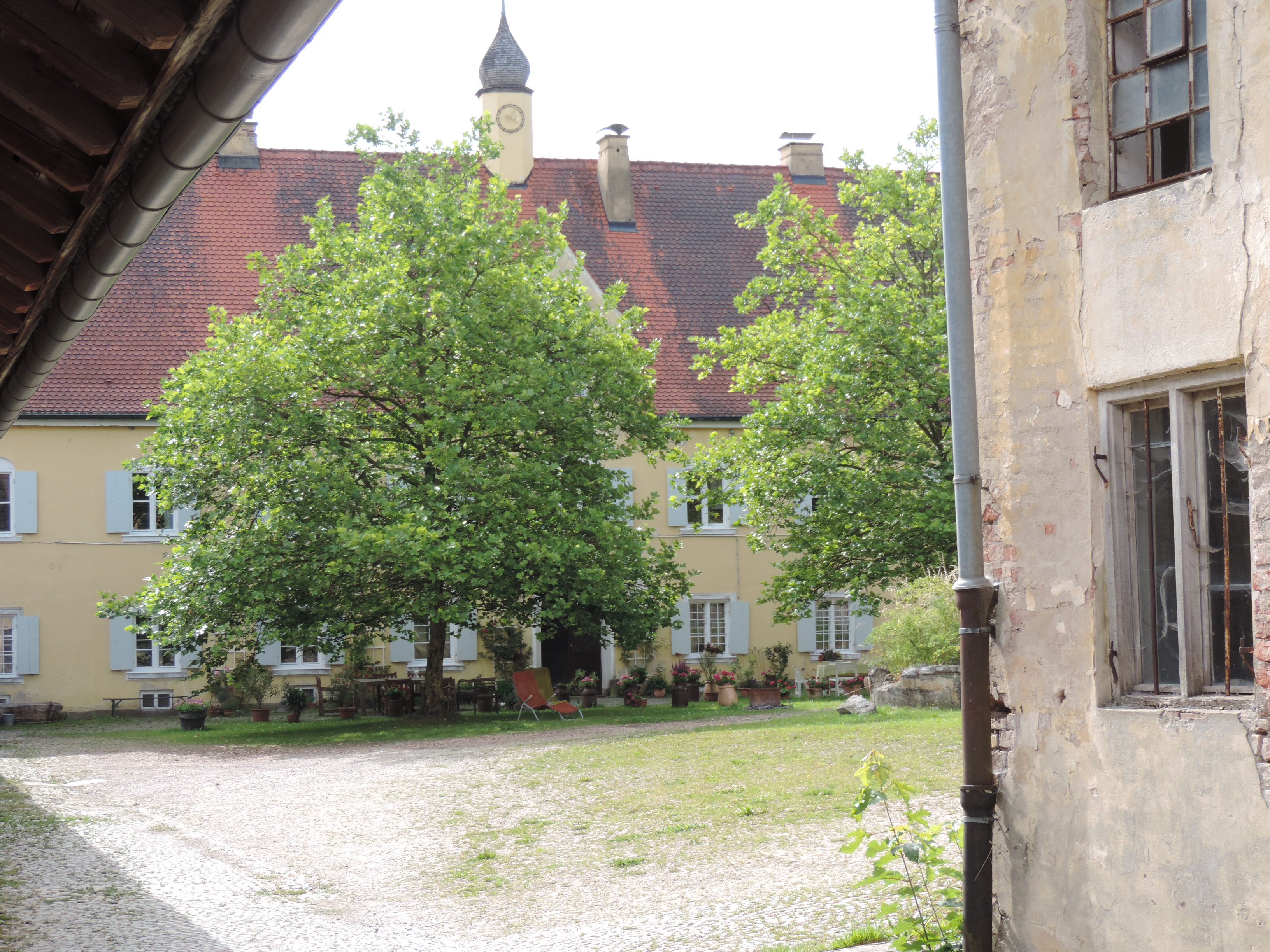
Innenhof des Schlossguts
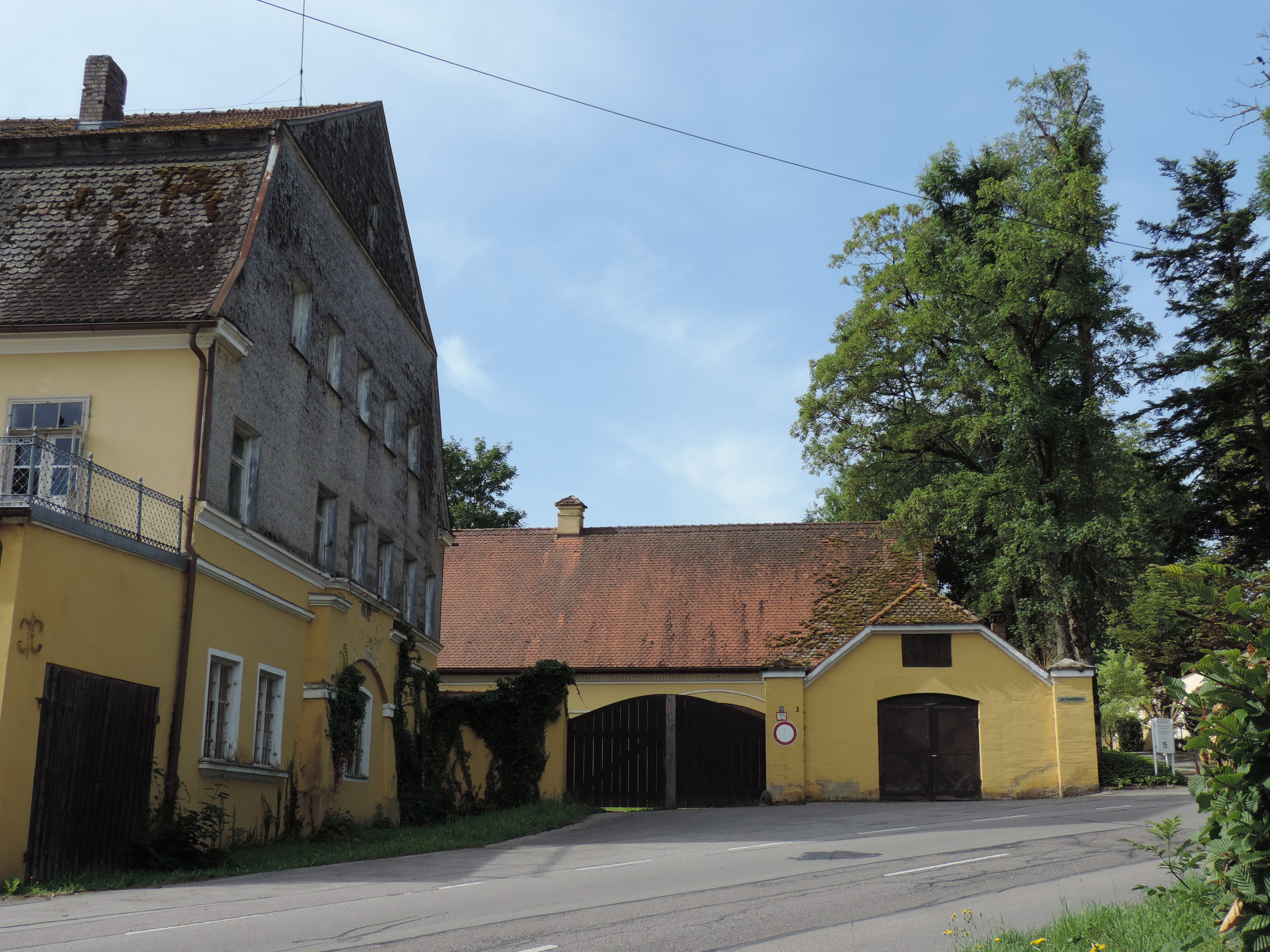
Amtshaus und Ökonomiegebäude
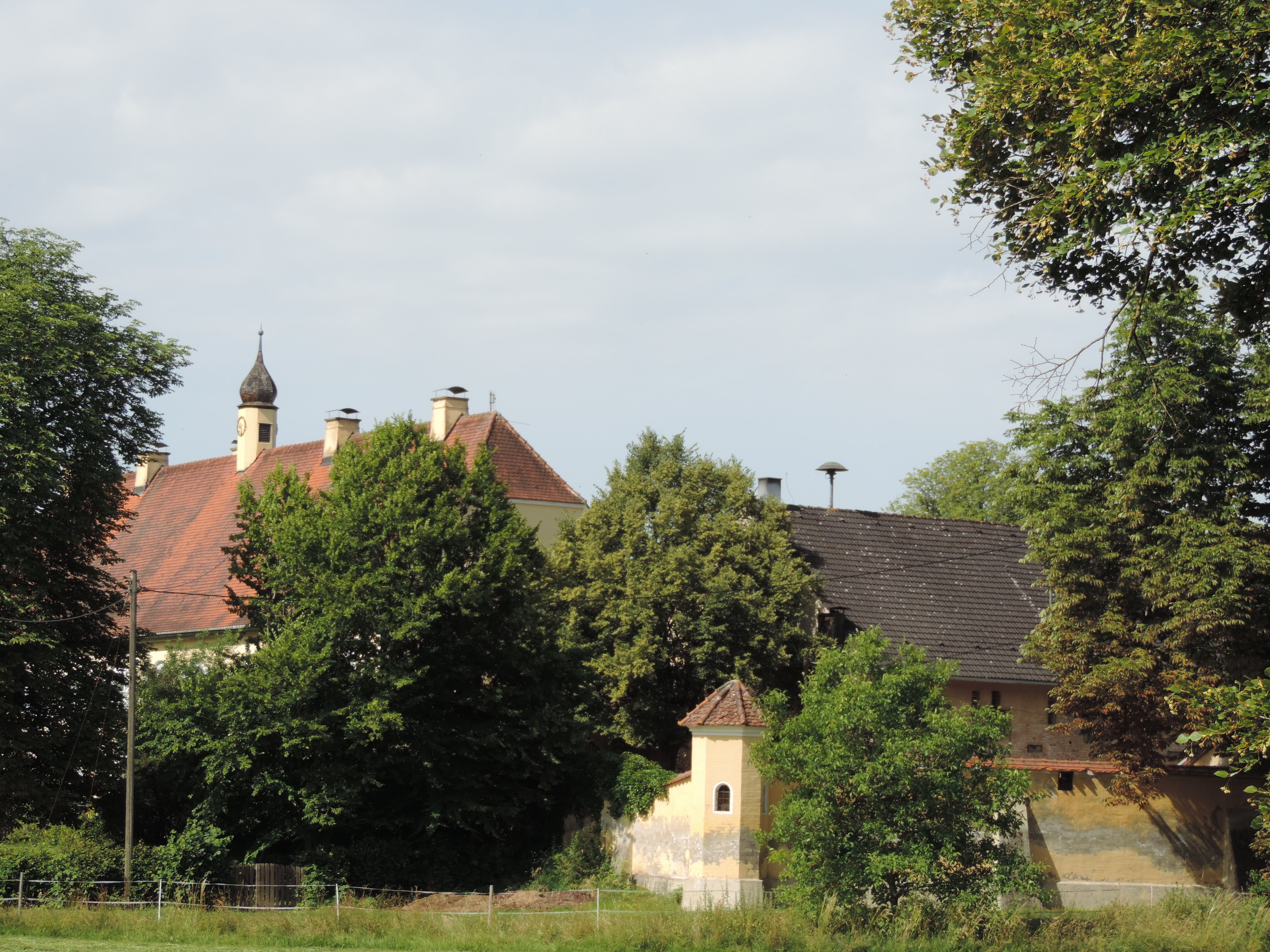
Blick von Norden auf das Schlossgut
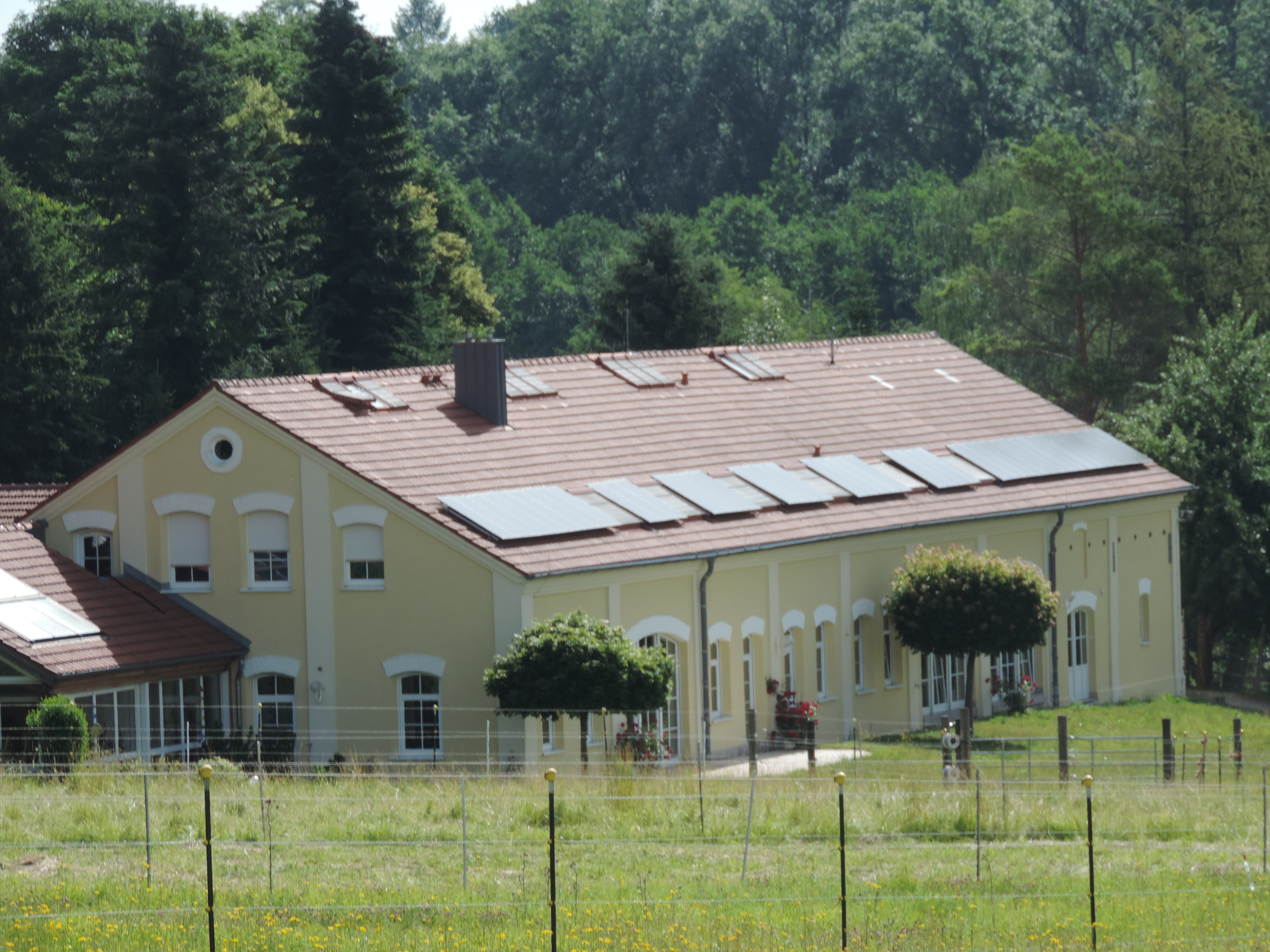
Ehemaliges (renoviertes) Ökonomiegebäude
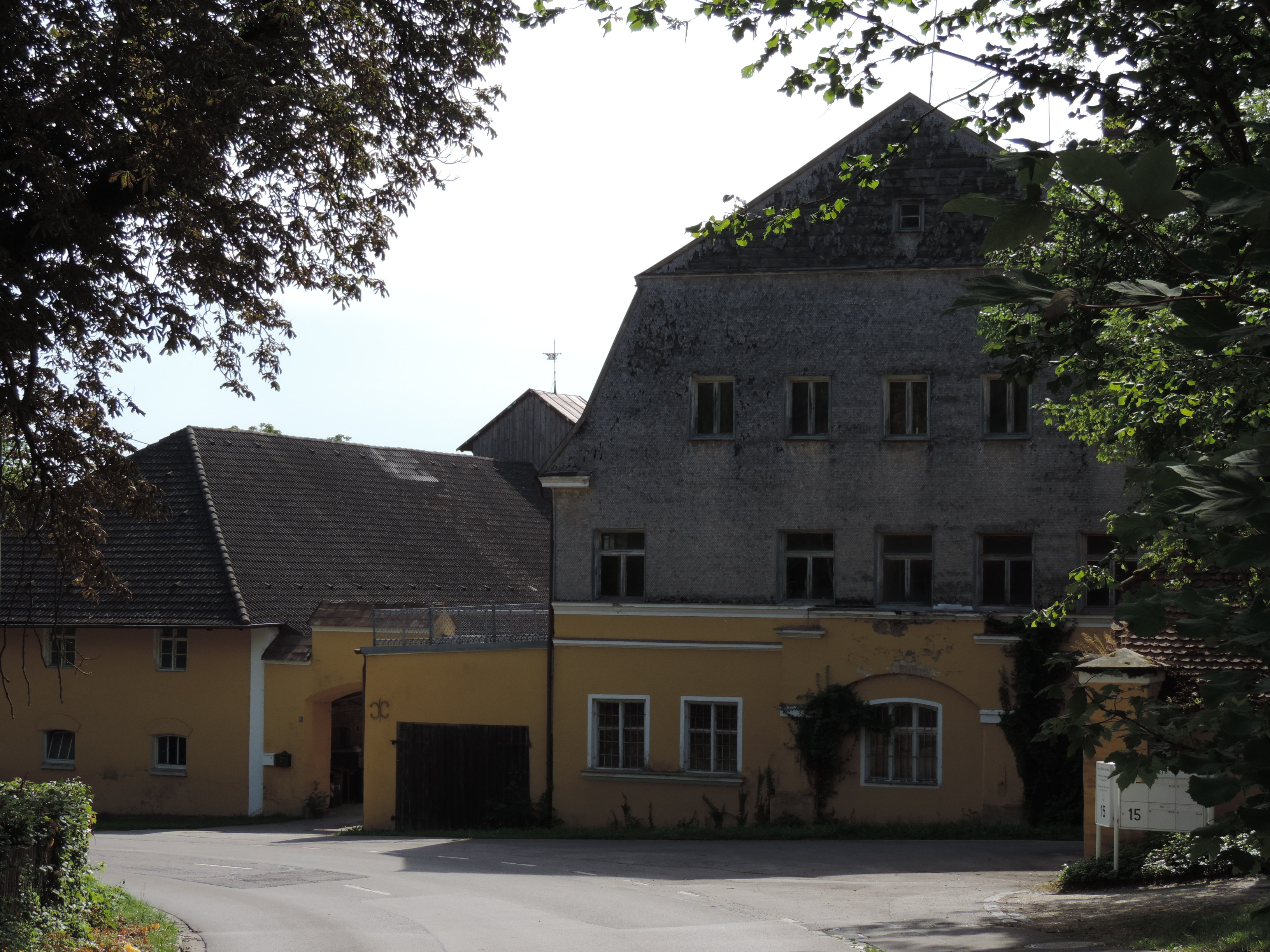
Das dem Schloss gegenüberliegende Amtsgebäude

Schloss Hardt liegt im Ortsteil Hardt der Gemeinde Großaitingen im Landkreis Augsburg. Die vierseitige Hofanlage liegt leicht erhöht an einem Abhang. Das gesamte Areal steht unter Denkmalschutz und ist nicht der Öffentlichkeit zugänglich.

## Geschichte

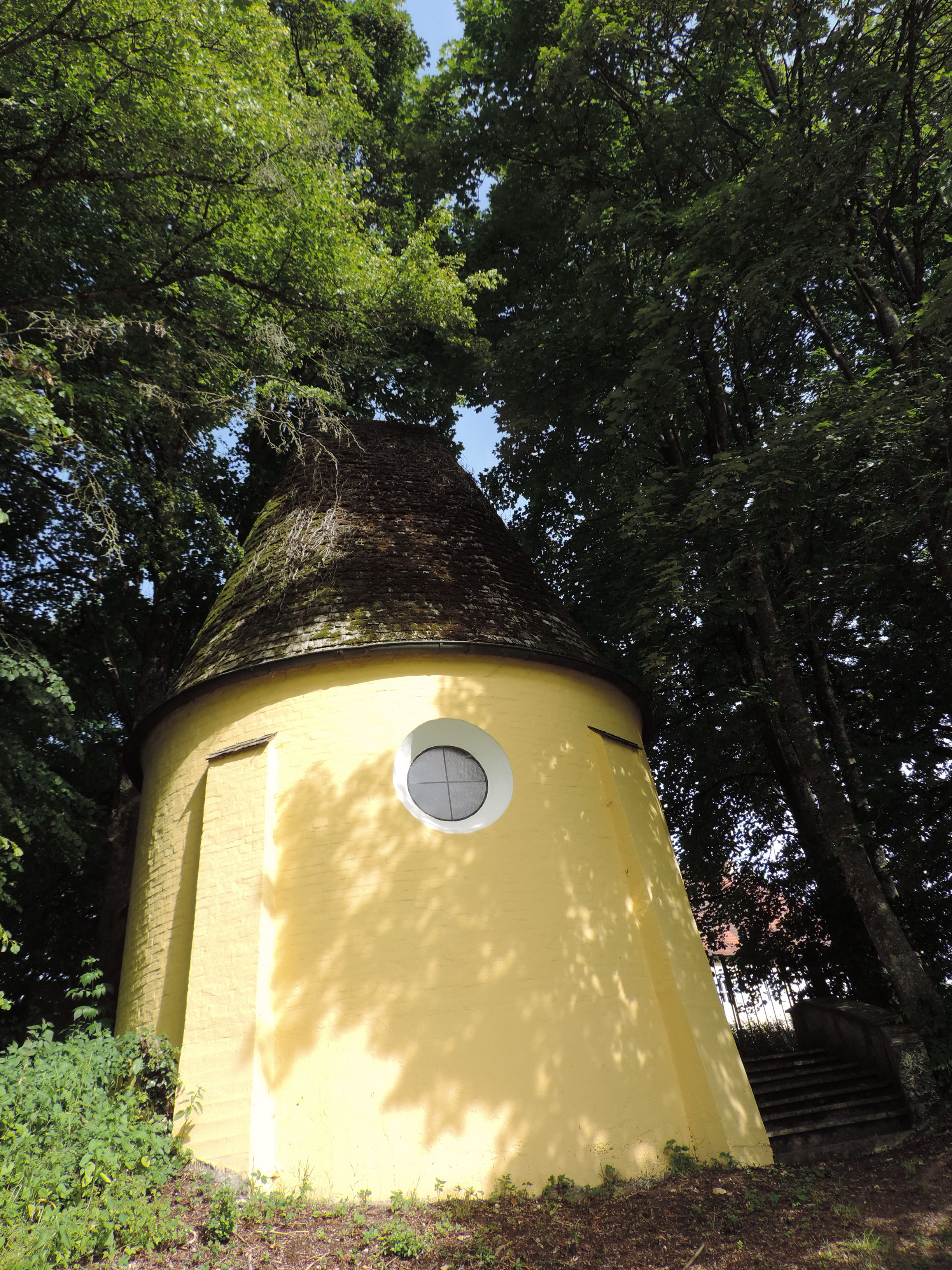
Schlosskapelle

Der Kern des Schlosses reicht vermutlich bis in das Jahr 1494 zurück und wurde vermutlich von Heinrich Dachs erbaut. 1650 erscheint Johann Albrecht Graf von Törring als Eigentümer. 1691 kaufte es Christian Freiherr von Zech und schließlich 1760 das Kloster St. Ulrich und Afra. 1769 ließ Joseph Maria Langenmantel von Westheim, Abt vom Kloster St. Ulrich und Afra in Augsburg, nach einem Brand das Schloss samt Kapelle unter Einbeziehung älterer Teile zu seiner Sommerresidenz ausbauen. Bereits 1777 musste der prunkliebende Kirchenfürst das hochverschuldete Gut Hardt verkaufen. Es folgten viele weitere Besitzer, u. a. Maria Anna von Bayern, eine Halbschwester von König Ludwig I. und Königin von Sachsen. 1827 kam Hardt in Besitz der freiherrlichen Familie von Lotzbeck, die in Augsburg eine Zweigstelle ihrer Karlsruher Schnupftabakfabrik Gebrüder Lotzbeck betrieb. Nach einem verheerenden Brand im Februar 1946, der die Schlosskapelle vollständig vernichtete, wurde das Schloss zweigeschossig und ohne Kapelle aufgebaut. Im Andenken an die Tradition des Hauses ließen die Lotzbecks in den 1950er Jahren von dem Architekten Helmut von Werz im Park eine kleine schindelgedeckte Rundkapelle errichten.

## Beschreibung
Das Haupthaus des Schlossgutes ist ein zweigeschossiger Satteldachbau mit kleinem Uhrdachreiter und hölzerner Zwiebelhaube. Ihm gegenüber steht im Westen des Areals das zweigeschossige Amtsgebäude mit Mansarddach. Die Schlosskapelle St. Anna wurde wahrscheinlich von Joseph Dossenberger, Ignaz Paulus oder Franz Xaver Kleinhans entworfen:

„Der landesherrliche Zuschnitt der neuen Sommerresidenz fand seine Entsprechung in der kostbaren Ausstattung. In der Kapelle malte Joseph Mages einen Freskenzyklus mit Szenen aus dem Marienleben und der Mutter Anna. Langenmantels Wappen wurde an der Orgel angebracht. Im Treppenhaus des Schlosses spielte das (heute verlorene) Fresko von Joseph Hartmann aus Augsburg mit dem Thema 'Joseph und seine Brüder' auf den Bauhernn an“

Das Schloss ist umgeben von einer in ihren Grundelementen aus dem 16. Jahrhundert stammen Einfriedungsmauer mit Türmen. Östlich der Schlossmauer befindet sich die kleine Rundkapelle. Das zweigeschossige Amtshaus mit Mansardgiebeldach dürfte ebenfalls aus dem Jahre 1760 stammen. Weitere Ökonomiegebäude mit Walm- und Satteldachbauten kamen im 19. Jahrhundert dazu.